# Superkontinent

Pangea delas, och kontinenterna glider isär.

En superkontinent är en landmassa som består av flera kratoner. Eurasien är en nuvarande superkontinent, eller Amerika om man räknar både norra och södra delen. Under jordens geologiska historia har flera större superkontinenter bildats på grund av kontinentaldriften. Den senaste superkontinenten, kallad Pangea uppstod under perm (omkring 250 miljoner år sedan). Tidigare superkontinenter var Pannotia (omkring 700–500 miljoner år sedan) och Rodinia (för 1 000–750 miljoner år sedan). Om cirka 250 miljoner år beräknas kontinenterna återigen att ha bildat en ny superkontinent som bär namnet Pangea Ultima.

### Fotnoter
1. ↑  ”Så kommer jorden att se ut om 250 miljoner år”. Allt om vetenskap. 8 augusti 2006. http://www.alltomvetenskap.se/nyheter/sa-kommer-jorden-att-se-ut-om-250-miljoner-ar. Läst 22 november 2016.